# Save a Prayer
Save A Prayer – singel brytyjskiej grupy popowej Duran Duran z 1982, który okazał się przebojem (2. miejsce na listach przebojów w Wielkiej Brytanii). Był to 6. singel grupy i 3. z albumu Rio, który zyskał status platynowej płyty.
Singel, mimo sporej oglądalności w MTV, nie został wydany w Stanach Zjednoczonych.
Teledysk do tego utworu, wyreżyserowany przez Russella Mulcahy'ego, kręcono w kwietniu 1982 roku na Sri Lance.